# François-Étienne Captier
François-Étienne Captier (1840-1902) est un sculpteur français.

## Biographie
François Captier naît le 27 mars 1840 à Baugy (Saône-et-Loire) d'un père tailleur de pierre. Il étudie la peinture et la sculpture à Mâcon. En 1864, il est admis à l’École nationale supérieure des beaux-arts de Paris où il est l'élève de Jean-Marie Bonnassieux et d'Auguste Dumont.
Membre cofondateur de la Société des artistes français, il réalise une centaine de sculptures et participe à 17 expositions du Salon des artistes français de 1869 à 1889.
Malade, il se suicide en se jetant dans la Seine le 30 mai 1902,. Il habitait alors 7, cité Falguière à Paris. Il est enterré le 10 juin 1902 au cimetière Saint-Brice de Mâcon.

## Œuvres
- La Désespérance, 1897, statue en marbre, 156 × 103 × 87 cm, Paris, musée d'Orsay[5].
- Muscius Scœvola, 1869, Marcigny, musée de la Tour du Moulin[2].
- Faune, 1869, Orléans, musée des Beaux-Arts[2].
- Hébé, 1873, Rennes, musée des Beaux-Arts[2].
- Vénus Anadyomène, 1876, Mâcon, musée des Ursulines[2].
- L’Égalitaire, 1886, Paris, parc des Buttes-Chaumont[2].
- Timon le Misanthrope, 1890, bronze, envoyé à la fonte sous le régime de Vichy, Mâcon, musée des Ursulines[2],[6].
- Esclave et Furie vengeresse, 1893, localisation inconnue[2],[7].
- (attribution à vérifier) Monument à l'abbé Ducrost, 1889, buste et bas-relief en pierre, Solutré, cimetière communal[2],[8].

## Récompenses et distinctions
- Médaille au Salon de 1869.
- médaille de deuxième classe au Salon de 1872.
- médaille d'argent à l'Exposition universelle de Paris de 1889.
- médaille d'or à l'Exposition universelle de 1900.
- chevalier de la Légion d'honneur en 1889[9].